# 新町検車区
新町検車区（しんまちけんしゃく）は、神奈川県横浜市神奈川区東神奈川二丁目にある京浜急行電鉄の車両基地である。
京急本線神奈川新町駅および東日本旅客鉄道（JR東日本）鎌倉車両センター東神奈川派出所に隣接している。

## 概要
主な業務は、列車検査と月検査、車両清掃等である。月検査は後述の配置車両のうち、6両編成と4両編成、事業用車の検査を行っている。1500形6両編成の一部と8両編成の1000形は金沢検車区で月検査を実施している。逆に金沢検車区所属の6両編成の1500形と6両編成の1000形、4両編成の1000形の一部は当検車区で月検査を実施している。
また検車区では唯一車輪旋盤も行っている。金沢検車区にある汚物処理施設は設置されていない。
所属係員が品川駅に常駐し、本線上での故障に備えている。

## 設備

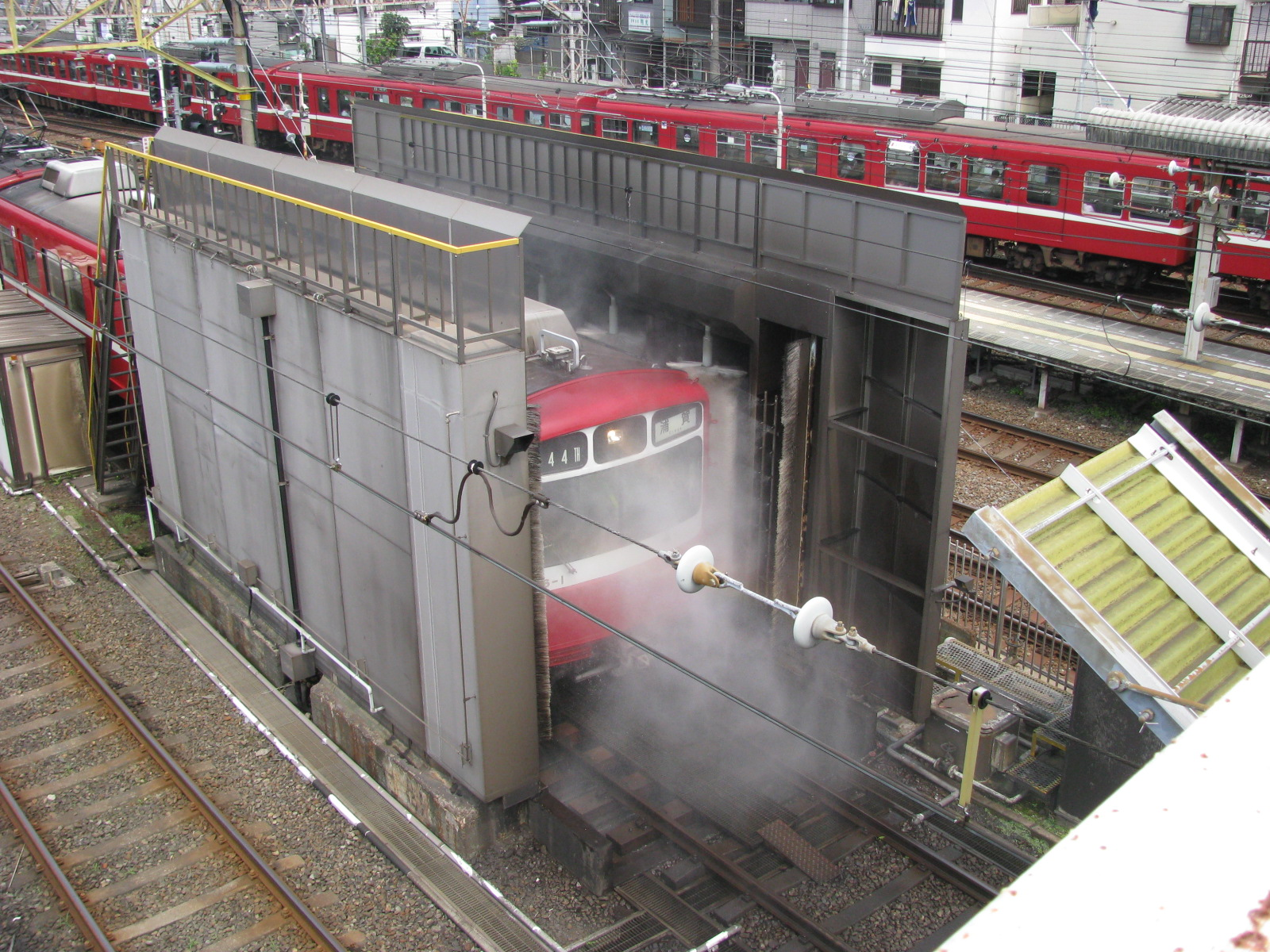
車両洗浄機（2009年6月14日）

- 敷地面積:46,940 m2 [2]
- 収容能力:198両 [2]
- 月検査線 3本 [2]
- 列車検査線 2本 [2]
- 修繕線 1本 [2]
- 洗浄線 3本
- 車輪転削場 [2]

## 沿革
- 1953年（昭和28年）11月1日 - 新町検車区開設。
- 1964年（昭和39年）2月16日 - 川崎検車区廃止に伴い、空港線・大師線車両の検査も実施するようになる。

その後、輸送力増強に伴う設備増強や改修工事を何度か実施している。

## 配置車両
2024年4月1日現在、250両が配置されている。
- 1000形：166両（8両×6編成 6両×13編成 4両×12編成）
- 600形：24両（4両×6編成）
- 1500形：56両（6両×8編成）
- デト11・12形：2両（2両×1編成）
- デト17・18形：2両（2両×1編成）